# Четврта шиптарска бригада
Четврта шиптарска (македонска) бригада формирана је 26. августа 1944. на планини Караорман од Шиптарског (Кичевско-дебарског) партизанског одреда и новодошлог људства из дебарског, струшког и кичевског краја. На дан формирања имала је 3 батаљона и око 450 бораца, од којих су већина били Албанци, али било је и Турака, Црногораца и Македонаца.

## Ратни пут бригаде
Од 28. септембра је била у саставу 48. дивизије, све до ослобођења Македоније. Дејствовала је на дебарско-струшком подручју и имала значајну улогу у активирању албанског живља у Народноослободилачком покрету и јачању братства и јединства Албанаца и Македонаца. За време напада 48. дивизије 8. октобра на Кичево и околину, бригада је дејствовала правцем Туин-Поповљани-Јагол и Доленци-Бериково, водећи борбе против јаких балистичких снага. До 20. октобра разоружавала је балисте у Корошиштима, Делогожди, Татешима и селима струшког краја. На правцу Елбасан-Струга водила је оштре борбе против немачких колона на том правцу. Учествовала је у борбама за ослобођење Струге 8. новембра, Кичева 15. новембра, и Гостивара 18. новембра. До средине децембра учествовала је у чишћењу терена од разбијених балистичких снага у гостиварском крају. 
Почетком јануара 1945, преименована је у Седму македонску (шиптарску) ударну бригаду, која је ушла у састав 42. дивизије НОВЈ. Дана 1. фебруара 1945, бригада је у свом саставу имала 2796 бораца и официра, 81 коња, 616 пушака, 10 митраљеза, 12 пушкомитраљеза и 4 минобцача. Учествовала је у пробоју Сремског фронта 12. априла са Дванаестом македонском бригадом у борбама код Товарника. Од 14. до 17. априла са Шеснаестом македонском бригадом водила је борбе за ослобођење Будроваца код Ђакова и учествовала у ослобођењу Славонске Пожеге 21. априла. У гоњењу непријатеља, водила је борбе код Антуновца, Пољана и даље до ослобођења Загреба. 
Одликована је Орденом братства и јединства.

## Командна структура[1]
- Нафи Сулејмани – командант (26 август 1944-март 1945); заменик команданта (од марта 1945)
- Чедомир Ђукић – командант (од марта 1945)
- Шаин Садику – заменик команданта
- Кемал Аголи – политички комесар
- Муртеза Пеза – политички комесар
- Ђорђи Бановић – политички комесар (од марта 1945)
- Џафер Кодра – политички комесар (26 август 1944-март 1945); заменик политичког комесара (од марта 1945)
- Димитар Каламата – заменик политичког комесара (од марта 1945)
- Лиман Каба
- Боро Тодоровски – начелник штаба (од марта 1945)